# Бугровое (Северо-Казахстанская область)
Бугровое (каз. Бугровое) — село в Кызылжарском районе Северо-Казахстанской области Казахстана. Административный центр Бугровского сельского округа. Код КАТО — 595041100.

## Население
В 1999 году население села составляло 899 человек (430 мужчин и 469 женщин). По данным переписи 2009 года, в селе проживало 803 человека (384 мужчины и 419 женщин).

## География
Расположено около озера Бугровое.

## История
Село основано помещиком Бугровым в 1867 году. По итогам первой всеобщей переписи населения Российской империи 1897 года Бугровое состояло из 76 дворов и 344 человек. В селе проживало много ссыльных.
В октябре 1919 года село было занято колчаковцами. В ноябре 1919 года село освобождено 35-й дивизией 5-й Красной Армии.
В 1928 году образовался колхоз «Прогресс».